# Hans von Rosen
Hans Robert von Rosen (8 de agosto de 1888-2 de septiembre de 1952) fue un jinete sueco que compitió en las modalidades de doma y salto ecuestre. Participó en dos Juegos Olímpicos de Verano en los años 1912 y 1920, obteniendo tres medallas, oro en Estocolmo 1912 y oro y bronce en Amberes 1920.

## Palmarés internacional
| Juegos Olímpicos | Juegos Olímpicos   | Juegos Olímpicos | Juegos Olímpicos |
| Año              | Lugar              | Medalla          | Categoría        |
| ---------------- | ------------------ | ---------------- | ---------------- |
| 1912             | Estocolmo (Suecia) | Medalla de oro   | Por equipos      |
| 1920             | Amberes (Bélgica)  | Medalla de oro   | Por equipos      |

| Juegos Olímpicos | Juegos Olímpicos  | Juegos Olímpicos  | Juegos Olímpicos |
| Año              | Lugar             | Medalla           | Categoría        |
| ---------------- | ----------------- | ----------------- | ---------------- |
| 1920             | Amberes (Bélgica) | Medalla de bronce | Individual       |